# Tetraphosphorheptasulfid
Tetraphosphorheptasulfid ist eine anorganische chemische Verbindung des Phosphors aus der Gruppe der Sulfide.

## Struktur
Es sind vier verschiedene Formen von Tetraphosphorheptasulfid bekannt. Alle Formen weisen eine Käfigstruktur auf, wobei die α-, β- und γ-Form zwei exocyclische Schwefelatome und die δ-Form ein exocyclisches Schwefelatom besitzt.
Die molekulare Struktur und die Kristallstruktur der stabilsten α-Form von Tetraphosphorheptasulfid wurde 1955 aufgeklärt. Sie besitzt eine monokline Kristallstruktur mit der Raumgruppe P21/n (Raumgruppen-Nr. 14, Stellung 2).

## Gewinnung und Darstellung
Bei der Umsetzung von flüssigem weißen Phosphor mit Cyclooctaschwefel bei 100 °C entsteht zunächst neben dem α-Tetraphosphorheptasulfid das α-Tetraphosphorhexasulfid, bevor sich dann weitere Polyphosphorsulfide bilden.
Tetraphosphorheptasulfid kann durch Reaktion von rotem Phosphor mit Schwefel gewonnen werden. Auch die Darstellung durch Reaktion von Diphosphortetraiodid mit Schwefel in Schwefelkohlenstoff ist möglich.
{\displaystyle {\ce {2 P2I4 + 7 S -> P4S7 + 4 I2}}}

## Eigenschaften
Tetraphosphorheptasulfid ist ein farbloser bis gelblicher Feststoff, der sich in Wasser oder Feuchtigkeit unter Bildung von Schwefelwasserstoff zersetzt. Die Verbindung schmilzt unter partieller Dissoziation in β-P4S6 und Schwefel.
Tetraphosphorheptasulfid reagiert mit Methylamin zu Amiden niedriger Thiophosphorsäuren.

## Verwendung
Tetraphosphorheptasulfid wird als Reagenz in der Vollhard-Erdmann-Cyclisierung zur Darstellung von Thiophenen eingesetzt.

## Externe Links zu erwähnten Verbindungen
1. ↑  Externe Identifikatoren von bzw. Datenbank-Links zu α-Phosphorsulfid:  CAS-Nr.: 15578-16-2, PubChem: 86176022, Wikidata: Q129752086.
2. ↑  Externe Identifikatoren von bzw. Datenbank-Links zu β-Phosphorsulfid:  CAS-Nr.: 169833-94-7, Wikidata: Q129752220.
3. ↑  Externe Identifikatoren von bzw. Datenbank-Links zu δ-Phosphorsulfid:  CAS-Nr.: 263358-58-3, PubChem: 518483, ChemSpider: 452389, Wikidata: Q129752338.